# Observatori Astronòmic de Castelltallat
L'Observatori Astronòmic de Castelltallat és un observatori astronòmic inaugurat l'any 2004, està situat a la serra de Castelltallat al municipi de Sant Mateu de Bages sobre un turó a 911 metres d'altitud, on també hi ha les ruïnes del castell de Montedono que té el seu origen al segle VII.
El lloc és l'ideal per situar aquest aparell que ens apropa al cel. Té una cúpula de 5,25 metres de diàmetre i un telescopi de 420mm de diàmetre, que permet l'observació de les estrelles, les nebuloses i les galàxies de l'univers. S'ofereixen activitats, tant de dia com de nit, per conèixer el món de l'astronomia. L'observatori també té una funció educativa, dirigida als escolars, i constitueix un centre astronòmic de referència a tot Catalunya.
L'entorn de l'Observatori ja va ser reconegut al 2022 per la Generalitat de Catalunya com a Espai amb Cel Nocturn de Qualitat i al 2025 el mateix observatori ha rebut la distinció Parc estel·lar Starlight, atorgat per la fundació del mateix nom.